# Pokalturnering
En pokalturnering er en sportsturnering der afvikles sideløbende med de normale turneringer i divisionsrækker osv., og hvor hold fra forskellige rækker kan mødes. En pokaltunering afvikles normalt som en cupturnering, som er en sportsturnering med et vist antal runder, hvor taberne i hver runde udgår indtil der kun er to deltagere tilbage, der så spiller om førstepladsen.